# Макил, Мэтью

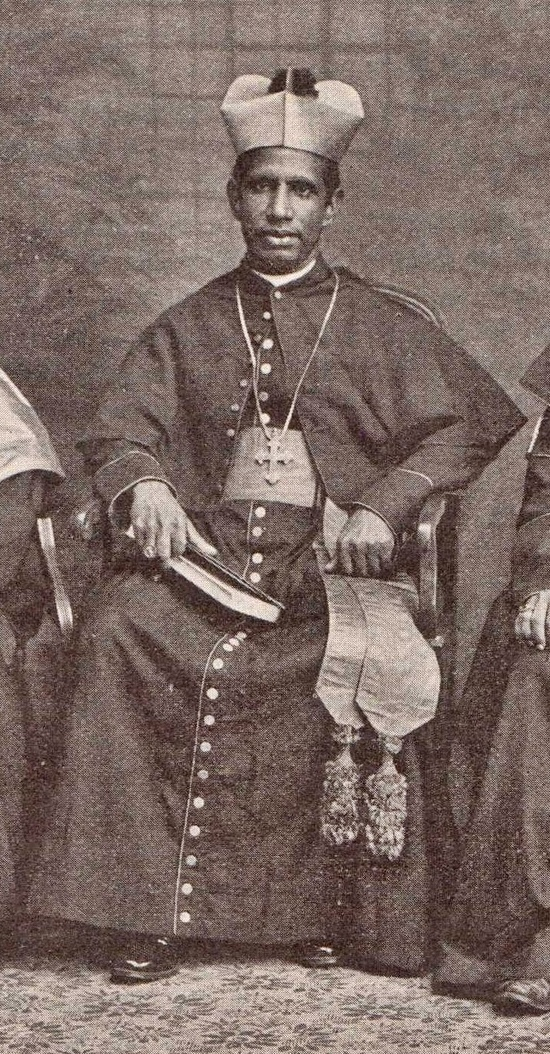
Мэтью Макил, 1896 год

Мэтью Макил (англ. Mathew Makil, 4 апреля 1850 года, Манджур, Коттаям, Индия — 26 января 1914 года, Коттаям, Индия) — католический прелат, апостольский викарий Чанганачерри с 11 августа 1896 года по 30 августа 1911 года и первый апостольский викарий Коттаяма с 30 августа 1911 года по 26 января 1914 года. Основатель женской монашеской конгрегации «Сёстры Посещения Пресвятой Девы Марии».

## Биография
Родился 4 апреля 1850 года в населённом пункте Манджур в окрестностях Коттаяма в сиро-малабарской семье Тхрммана Макила и его жены Анны из этнической группы кнанайя. Получил религиозное воспитание у своего дяди священника Джозефа Макила. В 1865 году поступил в семинарию, которую основал священник Куриакос Элиас Чавара из кармелитского монастыря Непорочной Девы Марии в населённом пункте Маннанам. С 1866 года продолжил своё богословское образование в высшей семинарии в Вераполи, где одним из его преподавателей был будущий епископ Марчеллино Берарди. 11 августа 1874 года принял священническое рукоположение от епископа Леонардо Мерано, который был апостольским викарием Вераполи. После рукоположения в священника продолжил своё обучение в семинариях в населенных пунктах Путенпалли и Эраттупетта, где обучался в течение двух лет. Получив богословское образование, служил викарием в приходе своего дяди в населённом пункте Кайпужа в храме святого Георгия, который в то время являлся важным духовным центром верующих Сиро-малабарской католической церкви из этнической группы кнанайя. После смерти дяди принял должность настоятеля этого храма. Позднее был личным секретарём епископа Марчеллино Барарди.
20 мая 1887 года Римский папа Лев XIII учредил да новых апостольских викариата Коттаяма и Тричура для верующих сиро-малабарского обряда. Их ординарричми были назначены соответственно Адольф Эдвин Медликотт и Шарль Лавинь. В Коттаяме была основана семинария в Брахмамангаламе и Шарль Лавинь и Мэтью Макил стал в ней преподавать латинский язык. С 1889 года отвечал за пастырское попечение народа кнанайя. В 1892 году он основал первый среди кнанайя женскую конгрегацию «Сёстры Посещения Пресвятой Девы Марии» (SVM).
11 августа 1896 года Римский папа Лев XIII назначил его апостольским викарием Чанганачерри и титулярным епископом Траллеса Азиатского после отставки его предшественника иезуита Шарля Лавиня, который в то время был во Франции. 25 октября 1896 года в городе Канди (Цейлон) состоялось его рукоположение в сан епископа, которое совершил апостольский нунций в Ост-Индии Себастьяно Мартинелли.
В апреле 1911 года отправился в Рим, чтобы просить у Римского папы Пия X об учреждении специальной церковной структуры для народа кнанайя. 29 августа 1911 года была издана апостольская конституция «In universi christiani», которой Святой Престол основал апостольский викариат Коттаяма специально для кнанайя и назначил его первым ординарием Мэтью Макила.
Опубликовал несколько книг, в том числе первый справочник организации и управления апостольского викариата Коттаяма.
Скончался 26 января 1914 года в присутствии своего брата священника Кунджеппу Макила и его личного секретаря Александа Чулапарамбила. Похоронен в крипте храма святого Георгия в Коттаяме и его могила вскоре стала местом поклонения местных сиро-малабар. 26 января 2009 года ему был присвоен титул «Слуга Божий».